# كأس القارات لكرة السلة 1996
كأس القارات لكرة السلة 1996  هو الموسم 21 من كأس القارات لكرة السلة. أشرف على تنظيمه الاتحاد الدولي لكرة السلة، وكان عدد الأندية المشاركة فيه 2، وفاز فيه نادي باناثينايكوس لكرة السلة.